# Carolina de Robertis
Carolina de Robertis   (Anglaterra, 1975) és una escriptora uruguaiana-estatunidenca i professora d'escriptura creativa a la Universitat Estatal de San Francisco. És una autora premiada de quatre novel·les i la redactora d'una antologia guardonada, Radical Hope (2017), que inclou assaigs d'escriptors com Junot Díaz i Jane Smiley. També és coneguda pel seu treball de traducció, traduint sovint peces en castellà.

## Joventut i carrera
Carolina de Robertis és filla d'uruguaians. Es va traslladar durant tota la seva infància, naixent a Anglaterra, després es va traslladar a Suïssa, fins a acabar finalment a Los Angeles, Califòrnia. Va obtenir el títol de Llicenciada en Arts en literatura anglesa a la Universitat de Califòrnia, Los Angeles el 1996. També va obtenir el Màster en Belles Arts en escriptura creativa al Mills College el 2007.
De Robertis va publicar el seu primer llibre, The Invisible Mountain, el 2009. La novel·la va ser un best-seller internacional, traduïda a 17 idiomes, incloent l'italià, castellà, alemany, holandès, francès, hebreu i xinès. Va obtenir el millor llibre per a les revistes San Francisco Chronicle, O, The Oprah Magazine i Booklist. També va ser finalista del California Book Award, i va ser guanyadora de l'International Latino Book Award i del VCU Cabell first Book Award.
Va treballar com a consellera de violació i va ser molt activa a la comunitat LGBTQ+ de l'Àrea de la Badia de San Francisco durant deu anys, quan tenia vint anys.

## Obres

### Novel·la
- 2009. The Invisible Mountain.
- 2012. Perla.
- 2015. The Gods of Tango.
- 2019. Cantoras.

### Traducció
- 2007. Trans: A Love Story, de Gabriela Wiener.
- 2008. Bonsai, d'Alejandro Zambra.
- 2010. I Never Went to Blanes, de Diego Trelles Paz.
- 2012. The Neruda Case, de Roberto Ampuero.
- 2017. Tripych, de Raquel Lubartowski.

### Assaig
- 2006. 42 Poorly Kept Secrets About Montevideo, per a The Indiana Review.
- 2012. Translating a Pablo Neruda Mystery, per a Publishers Weekly.
- 2015. We Need the Real, Racist Atticus Finch, per a San Francisco Chronicle Book Review.
- 2017. Why We Must Listen to Women, per a Easy Bay Express.

### Altres obres
- 2009. The Askers, per a Virginia Quarterly Review.
- 2009. On the Brink of Words, per a 580 Split.
- 2016. For Orlando, per a San Francisco Chronicle.
- 2017. The Tango Police, per a CNET's Technically Literate Series.
- 2017. Radical Hope.

## Premis i guardons
- 2009. Terrific Read, d'O, The Oprah Magazine.[7]
- 2010. Rhegium Julii Prize.
- 2012. Fellowship del National Endowment for the Arts.[8]
- 2015. San Francisco Chronicle, el millor llibre de 2015.
- 2016. Stonewall Book Award.